# Ogliastro Cilento
Ogliastro Cilento – miejscowość i gmina we Włoszech, w regionie Kampania, w prowincji Salerno.
Według danych na rok 2004 gminę zamieszkiwało 2199 osób, 169,2 os./km².